# 东山戍守台湾将士墓群
东山戍守台湾将士墓群，位于中国福建省漳州市东山县铜陵镇桂花街。俗称“演武亭万福公”，明洪武年间始建，原是用来收葬东山岛先民无嗣或无主尸骨，并筑祠坛祭奠其亡灵。明景泰三年（1452年），铜山水寨开始抽丁戍卫，清康熙平定台灣明鄭勢力后，东山先后出戍台湾、澎湖的班兵有40000余人。官兵殉难或病故后，通常先将其骨殖装进陶瓮，后再移回东山葬于此。2009年11月16日公布为福建省文物保护单位。2013年3月5日，作为福建戍守台湾将士墓群之一公布为第七批全国重点文物保护单位。